# Västanå teater
För andra betydelser, se Västanå.
Västanå teater är en länsteater med säte i Sunne kommun i Värmland.

## Om teatern
Teatern bildades 1972 som den fria teatergruppen Sprattelgubbarna och hette så fram till 1983 när den fick sitt nuvarande namn. Namnet togs efter byn Västanå mellan Munkfors och Ransäter. 2009 fick Västanå Teater ett offentligt uppdrag av Värmland och blev då en länsteater. Västanå Teater kännetecknas av sin berättarteater, där man tar fasta på myt, saga och poesins kraft. Föreställningarna har stora inslag av folkligt inspirerad musik och dans. Selma Lagerlöf och hennes verk har länge varit en inspiration för Västanå Teater. Citatet ”att väva en guldtråd i den grå vardagen”  har teatern som ledstjärna.
Teaterchef är Leif Stinnerbom, som varit regissör och konstnärlig ledare för teatern sedan 1990. Tillsammans med Inger Hallström Stinnerbom (kostymör) och skådespelarparet Anna Jankert och Peter Jankert kom han att utveckla teaterns spelform som än idag präglar den. Paret Jankert är idag inte involverade i teatern.

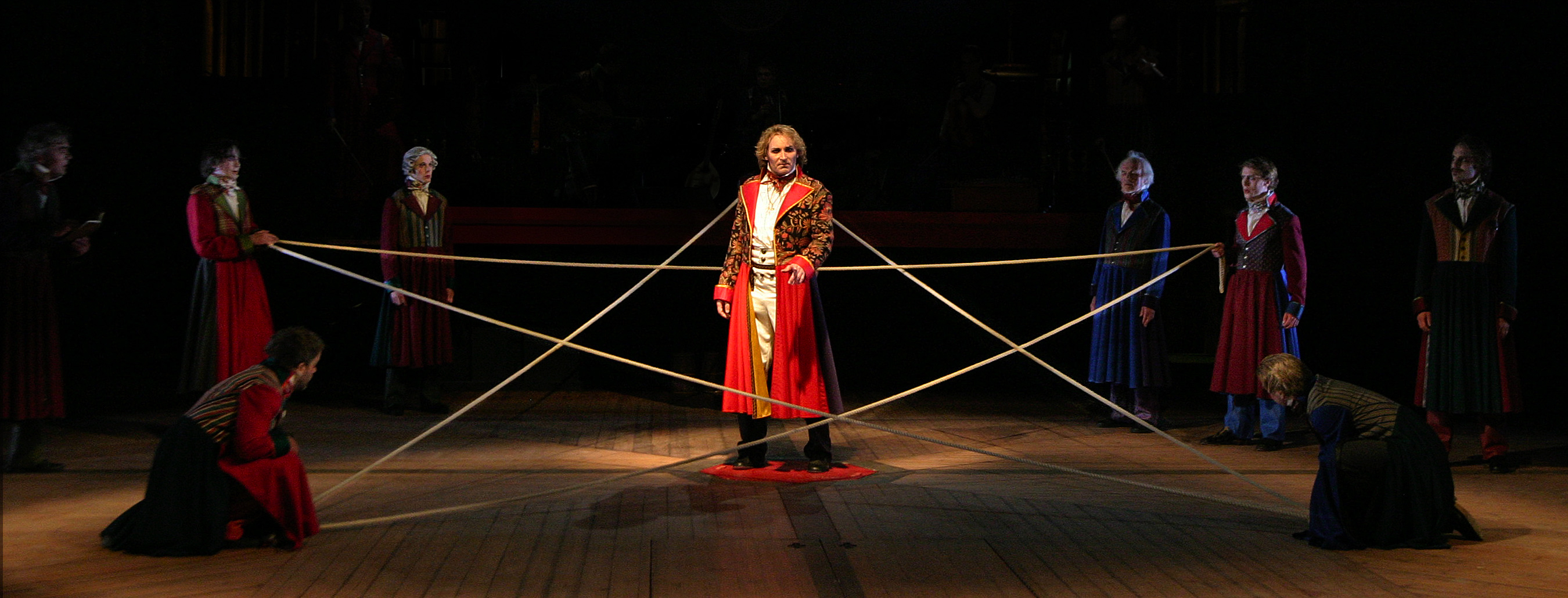
Jakob Hultcrantz Hansson i huvudrollen som Gösta Berling i uppsättningen av Gösta Berlings saga 2011.

Under 2000-talet har Västanå Teater satt upp bland annat Bannlyst (2008), Kalevala (2009), Gösta Berlings Saga (2011) och Misantropen (2012), Nils Holgersson (2013, 2014), Lomjansguten (2015), Anna Svärd (2018), Eddan (2019). Dessa uppsättningar spelades i Berättarladan. På turné under samma tid har de bland annat satt upp, En Herrgårdssägen (2008), Ormstunga (2010/2011), Farmors Berättelser (2012/2013), Smid medan järnet är varmt (2014/2015), Fjällets Siare (2016/2017) och Bortbytingen (2018-2021).

## Berättarladan

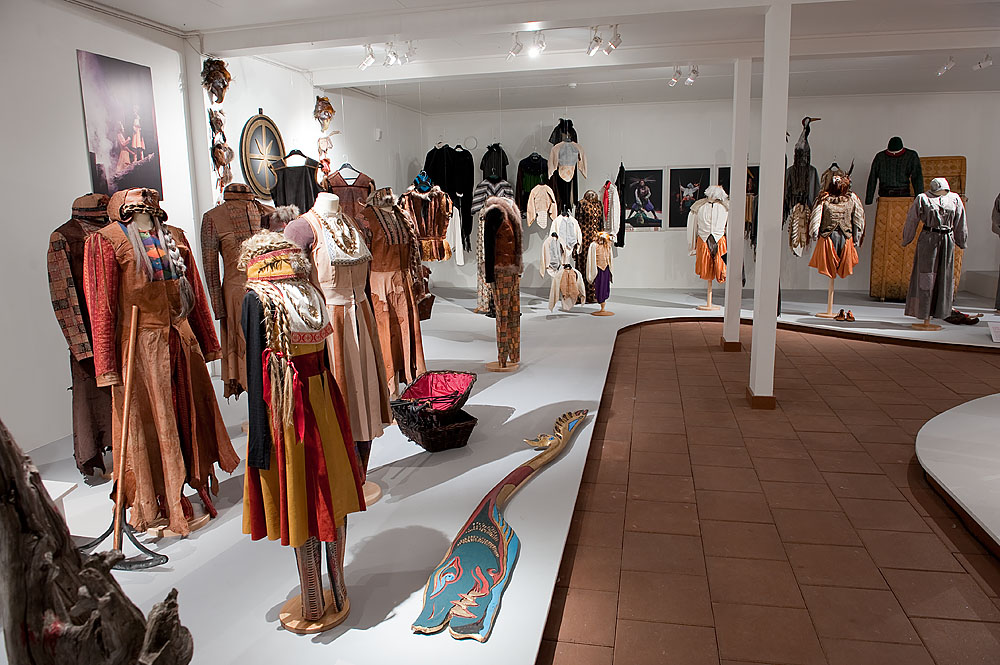
Kostymutställningen: Kalevala.

1999 flyttade Västanå Teater in i den så kallade Berättarladan. Scenen s.k. Stora scenen har liknats vid en blandning mellan "träkyrka, gammalt fartygsskrov och Drottningholmsteater" och är en ombyggd lada som ligger strax intill Rottneros Park söder om Sunne. Grunden till scenen lades av den dåvarande scenografen Lars Jacob Jakobsson och inspirerades av träscener i klassisk Elisabetanskt stuk. 1999 spelades den första föreställningen i Berättarladan av Västanå teater, Nils Holgerssons underbara resa efter Selma Lagerlöf. Berättarladan ("Stora scenen" där det spelas på somrarna) rymmer cirka 500 åskådare och besöks varje år av närmare 30 000 personer.
Berättarladan inhyser sedan 2010 en kostymutställning med kostymer från teaterns tidigare föreställningar och som skapats av kostymdesigner Inger Hallström Stinnerbom.
Sedan hösten 2019 finns det en vinterbonad scen/salong "Loftet" med ca 230 publikplatser i Berättarladan. Detta gör att teatern kan spela i Berättarladan året runt. Den vinterbonade salongen invigdes under november 2019 då Västanå Jul - en konsertföreställning sattes upp för första gången.

## Historia 1972-1999
Västanå Teater har en historia som sträcker sig tillbaka till det tidiga 1970-talets Karlstad, med den fria dockteatergruppen Sprattelgubbarna. Gruppen bildades 1972 på ett initiativ av Ingemar Höglund, som var utbildad dockmakare. Hans medarbetare i gruppen var konstnären Agneta Hvengråd, läraren Ingrid Feldt (från Sunne) samt skådespelare från Göteborg och Örebro. Det finns idag inga medlemmar längre aktiva i teatern från den här perioden. År 1976 erhöll gruppen för första gången ett kultur- och landstingsbidrag. År 1979 skedde en viktig förändring när gruppen Blandskog anslöt sig och in i bilden kom Yvonne Rock och Björn Söderbäck. Dessa två kom att bli tätt sammankopplade med utvecklandet av Västanå Teater och båda är fortfarande aktiva i teatern, Björn Söderbäck är en återkommande skådespelare i teaterns uppsättningar, till exempel som gamle Jöns Persson i teaterns produktion "Lomjansguten" under sommaren 2015. Yvonne Rock sitter i föreningens styrelse.
Teatern växte och beslut togs att flytta till byn Ransäter. År 1983 kunde gruppen köpa Västanå gamla skolhus, vilket blev början på en ny era för teatern. Namnet Västanå Teater etablerades 1983. Under 1980-talet breddade sig gruppen och efter en tids arbete satte man 1985 upp En herrgårdssägen efter Selma Lagerlöf. Detta innebar en ny inriktning för teatern, då man med denna föreställning började lyfta fram Selma Lagerlöf och mer närma sig det värmländska kulturarvet.

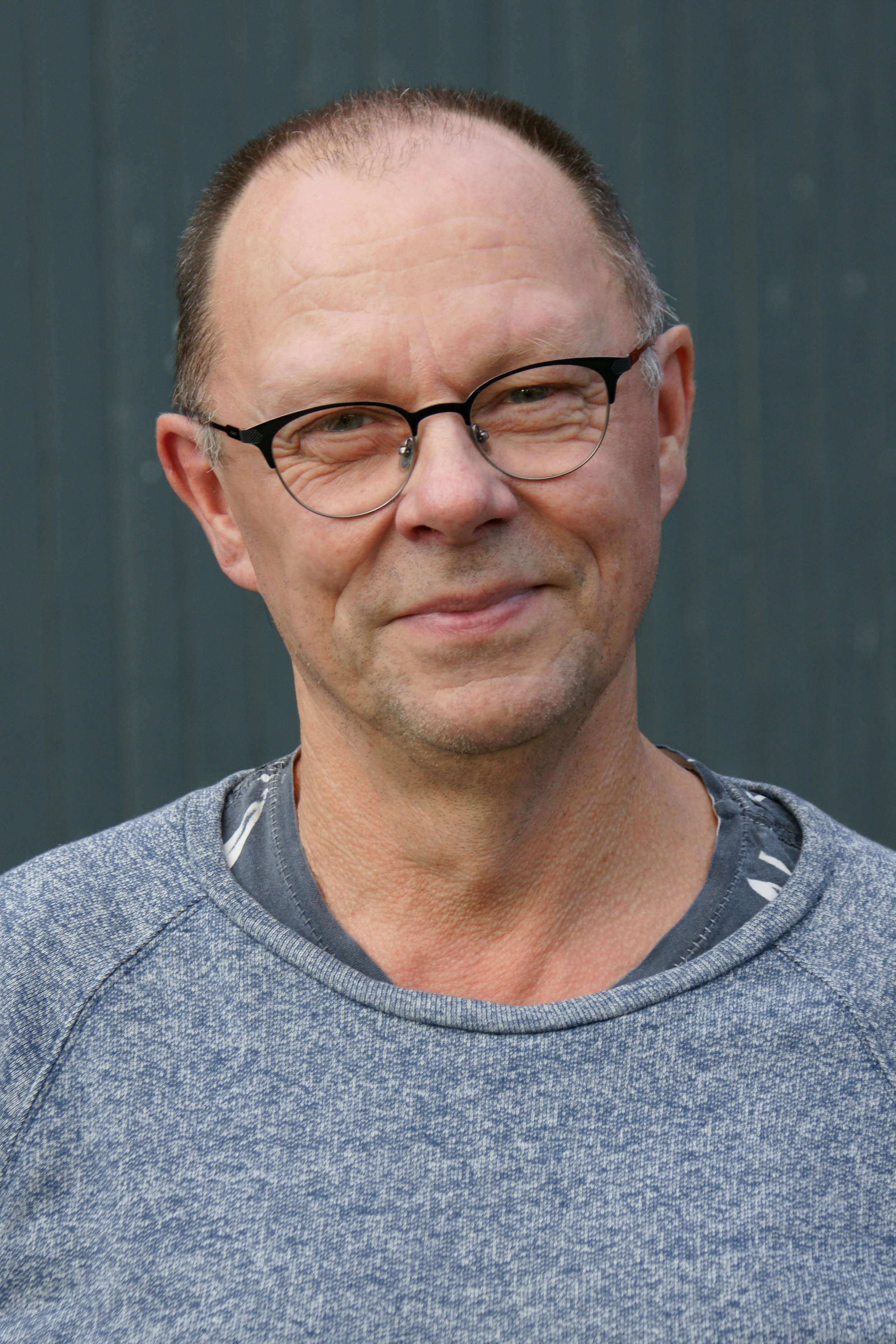
Leif Stinnerbom utanför Berättarladan, 2019.

 År 1990 knöts Leif Stinnerbom till teatern för att så småningom komma att bli dess fasta regissör. I de efterföljande uppsättningarna – Bäringa (1990), efter Göran Tunströms Bördan, och TrasJansPojken (1991), en folksaga dramatiserad av Leif Stinnerbom – började ett tydligt teaterspråk växa fram. Intåget på den stora scenen blev den omhuldade uppsättningen av Gösta Berlings saga (1992). Nu knöts även Susanne Marko till teatern som dramatiker och dramaturg, ett samarbete som pågår än idag. Det var med denna uppsättning som Västanå Teaters allt tydligare framväxande stil tog klivet till det stora formatet. Under Stinnerboms ledning fortsatte så utvecklingen vidare. År 1993 tog teatern namnet Nya Västanå Teater, även om den dagligtvis bara kallas Västanå Teater .
Föreställningen Den Blinda Drottningen (1994), en rad folksagor omarbetade av Stinnerbom och Marko, blev den hittills mest sedda och uppmärksammade av teaterns uppsättningar. Den spelades för första gången i en specialbyggd Yurta, ett nomadtält efter mongolisk förebild, vilket var praktiskt för turnéverksamhet och garanterade samma spelförutsättningar oavsett plats. Sammanlagt spelades Den Blinda Drottningen över 200 gånger runt om i Norden och turnerade också i Tyskland, Danmark, Indien och Finland. En filmad version visades 1996 i SVT.
År 1998 inleddes det hittills största teaterprojektet med uppsättningen av Nils Holgerssons underbara resa. Detta skedde för första gången i samarbete med Riksteatern och Stockholm Kulturhuvudstad 1998. I ett nybyggt cirkustält turnerade man i Nils Holgerssons fotspår och tog därefter 1999 in föreställningen i Berättarladan och spelade där i anpassat format. Sammanlagt sågs Nils Holgerssons underbara resa av cirka 50,000 personer i dessa två versioner.

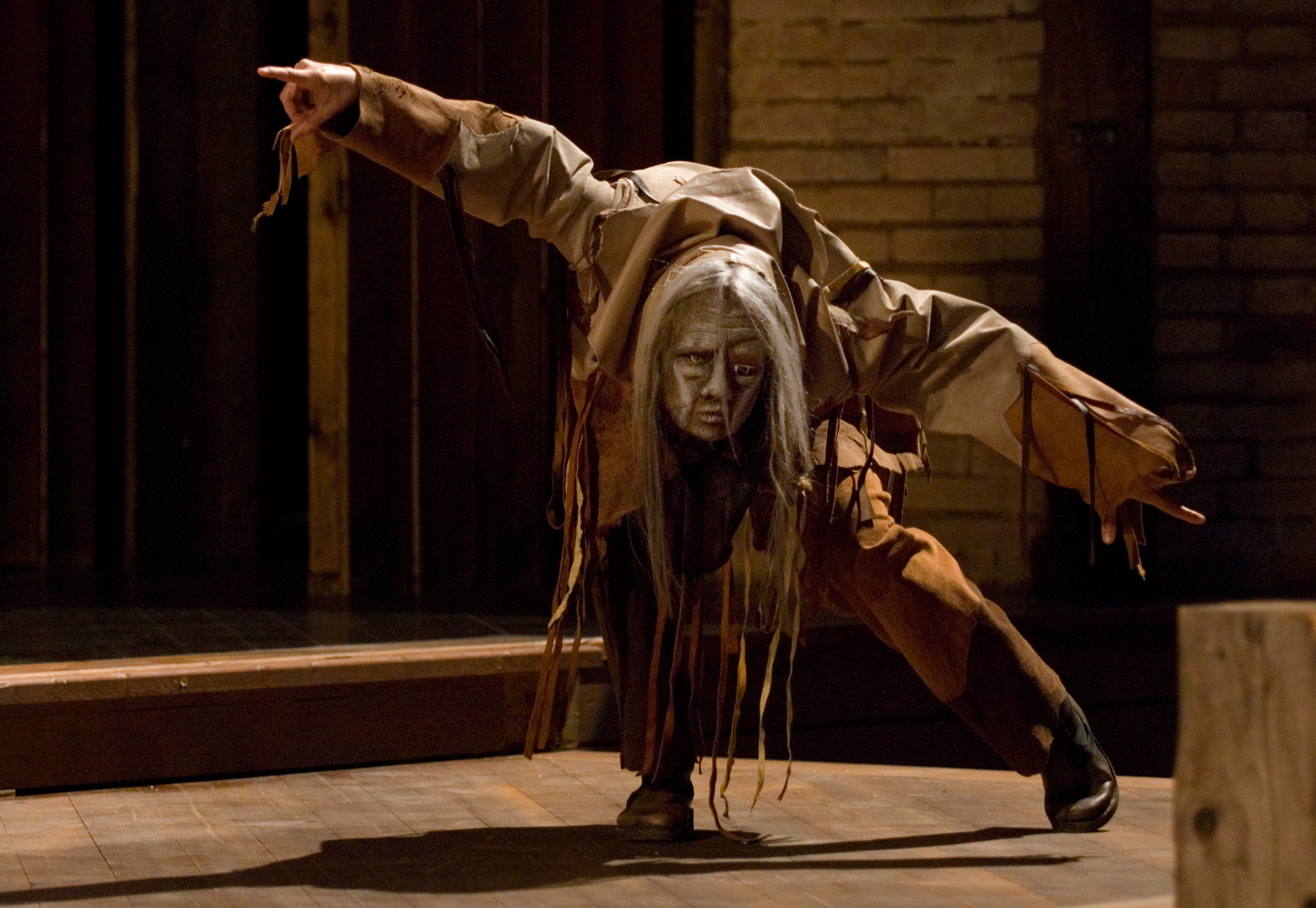
Bannlyst 2008.

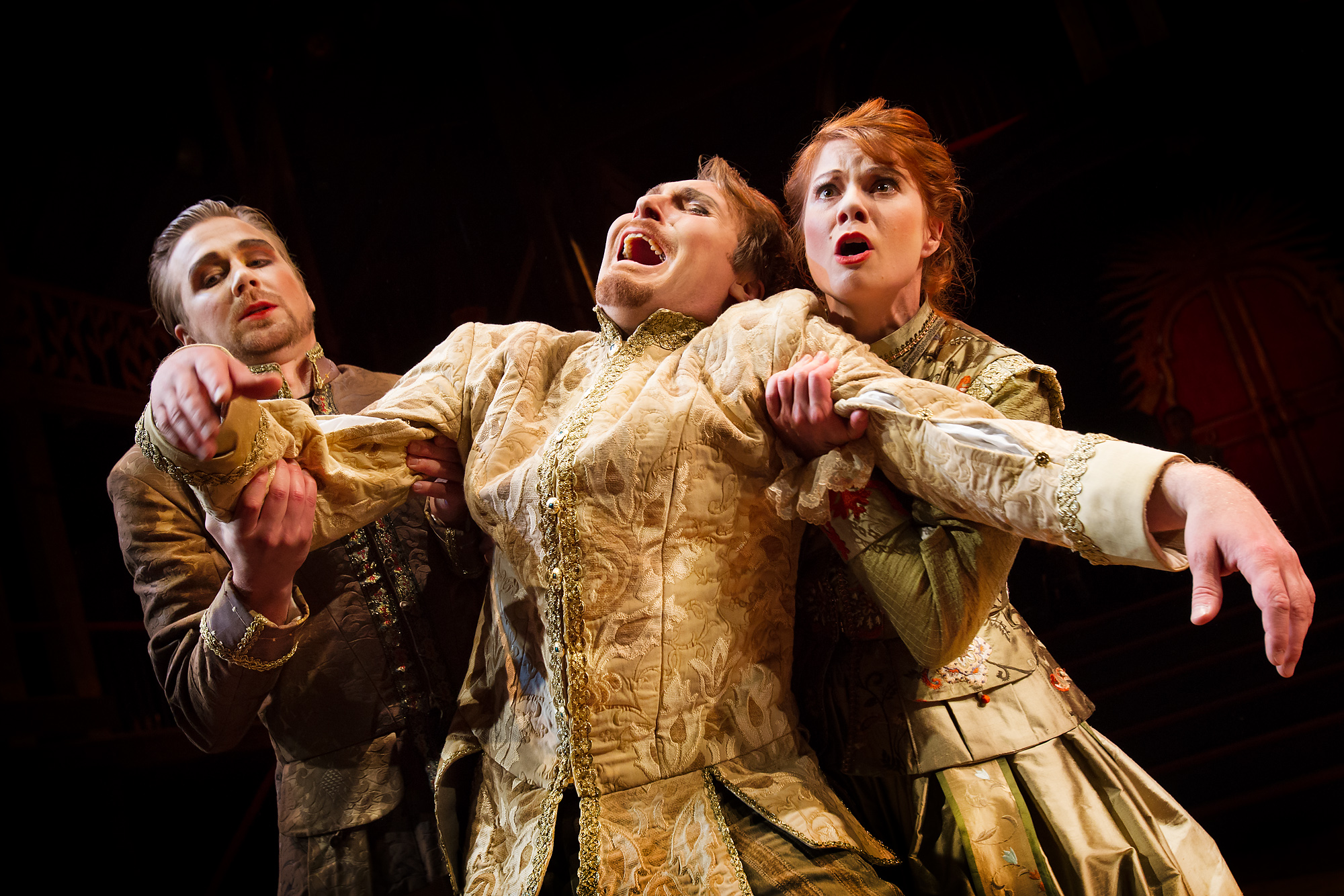
Misantropen 2012.

## Uppsättningar
- 1990 Bäringa
- 1991 TrasJansPojken
- 1992 Gösta Berlings Saga
- 1993 I domarens skepnad
- 1994 Den Blinda Drottningen
- 1996 Hamlet
- 1997 Celestina
- 1998 Trasluvan
- 1998 Sjörået och Fiskaren
- 1998 En Löjlig Människa
- 1998/1999 Nils Holgersson
- 1999 Jååkin
- 1999 Tösen från Stormytorpet
- 2000 Kejsaren av Portugallien
- 2001 Herr Arnes Penningar
- 2001/2002 Gösta Berlings saga
- 2002 Ljuset
- 2003 I Onda Ärenden
- 2003 Hemsöborna
- 2004 Romeo & Julia
- 2005 Fröken Julie
- 2006 Peer Gynt
- 2007 En Herrgårdssägen
- 2007/2008 En herrgårdssägen (turné)
- 2008 Bannlyst
- 2009 Kopparmanteln
- 2009 Kalevala
- 2010 Tita Grå
- 2010 En midsommarnattsdröm
- 2011 Gösta Berlings saga
- 2012 Misantropen
- 2013/2014 Nils Holgersson
- 2014 Kung Domalde - den oförvitliges saga(turné i samarbete med Riksteatern)
- 2014/2015 Smid medan järnet är varmt(turné)
- 2015 Lomjansguten
- 2016 Löwensköldska ringen
- 2017 Charlotte Löwensköld
- 2018 Anna Svärd
- 2019 Eddan
- 2021 Körkarlen
- 2022 En saga om en saga
- 2023 Solens dotter
- 2024 Herr Arnes penningar